# Joost van Lalaing
Joost van Lalaing (ca. 1437 - bij Utrecht 5 augustus 1483), heer van Montigny en van Santes, was een Henegouwse edelman die verschillende belangrijke functies in dienst van de Bourgondische hertogen vervulde.

## Leven en werk
Hij was de oudste zoon van Simon van Lalaing. In 1468 benoemde Karel de Stoute hem tot soeverein-baljuw voor Vlaanderen.
Vanaf 1474 zat hij in het Bourgondische leger en tijdens het Beleg van Neuss onderscheidde hij zich door met een compagnie een eiland aan de oever van de Rijn te veroveren.
In 1476 was hij lid van de Hertogelijke Raad van Karel de Stoute. Hij was aanwezig bij de Slag bij Nancy en werd daar gevangen genomen. Na zijn vrijlating in 1477 was hij kamerheer aan het hof van diens dochter, Maria van Bourgondië. In 1478 werd hij verkozen tot ridder in de Orde van het Gulden Vlies. In 1479 was hij aan de zijde van Maximiliaan van Oostenrijk aanwezig bij de Slag bij Guinegate. Toen Wolfert VI van Borselen de situatie in Holland en Zeeland niet meer meester was, werd hij benoemd tot stadhouder in die gewesten.

### Stichtse oorlog
Hij kreeg de opdracht om de Hoeken in het Sticht op hun plaats te zetten of te verjagen. Hij begon eind november 1481 zijn basiskamp in Naarden op te zetten en van daaruit begon hij met de Inname van Eemnes op 21 december 1481. Omdat hij zijn leger niet in de hand had en mee ging in hun plundermethodes, struinde ze het Gooi af en naderde ze de stad Utrecht, waar onverwacht de Slag bij Westbroek plaatsvond op 26 december 1481, waarbij vele Utrechtse burgers sneuvelden. Van Lalaing staakte echter zijn tocht en begon in het voorjaar van 1482 met het formeren van een nieuw leger. Hij begon in juni met het veroveren van diverse kastelen in het Sticht, zoal ter Haar en Zuylen, toen hij in juli zich opeens moest bezighouden met de Herovering van Hoorn. De stad werd ingenomen maar Lalaings campagne in het Sticht kwam stil te liggen. In september 1482 ontzette hij het beleg van IJsselstein.
Joost van Lalaing sneuvelde bij het beleg van Utrecht op 5 augustus 1483 in de nabijheid van de Weerdpoort in de Hoekse en Kabeljauwse twisten. Hij werd begraven in de kerk van het Sint-Margrieteklooster in Deinze.

## Huwelijk en gezin
Joost van Lalaing huwde op 1462 met Bonne van Viefville. Zij kregen vier kinderen:
- Karel (1466-1525), heer en later 1e graaf van Lalaing
- Antoon (1480-1540), gehuwd met Elisabeth van Culemborg en heer van Montigny en 1e graaf van Hoogstraten en Culemborg
- Antonia (?-1540), huwde Filips, heer van Habart
- Margareta, huwde Filips le Josne en Lodewijk, heer van Longueval

## Voorouders
| Voorouders van Joost van Lalaing | Voorouders van Joost van Lalaing                                   | Voorouders van Joost van Lalaing                                   | Voorouders van Joost van Lalaing                                   | Voorouders van Joost van Lalaing                                   | Voorouders van Joost van Lalaing                               | Voorouders van Joost van Lalaing                               | Voorouders van Joost van Lalaing                               | Voorouders van Joost van Lalaing                               |
| -------------------------------- | ------------------------------------------------------------------ | ------------------------------------------------------------------ | ------------------------------------------------------------------ | ------------------------------------------------------------------ | -------------------------------------------------------------- | -------------------------------------------------------------- | -------------------------------------------------------------- | -------------------------------------------------------------- |
| Overgrootouders                  | Nicolas III van Lalaing (1315-) ∞ Isabelle de Montigny (1325-1365) | Nicolas III van Lalaing (1315-) ∞ Isabelle de Montigny (1325-1365) | Jean III de Barbaçon (1315-1378) ∞ Jolanda van Gavere (1345-1388)  | Jean III de Barbaçon (1315-1378) ∞ Jolanda van Gavere (1345-1388)  | ? (-) ∞ ? (-)                                                  | ? (-) ∞ ? (-)                                                  | ? (-) ∞ ? (–)                                                  | ? (-) ∞ ? (–)                                                  |
| Grootouders                      | Otto II van Lalaing (1365-1441) ∞ Jolanda van Barbaçon (1370-1434) | Otto II van Lalaing (1365-1441) ∞ Jolanda van Barbaçon (1370-1434) | Otto II van Lalaing (1365-1441) ∞ Jolanda van Barbaçon (1370-1434) | Otto II van Lalaing (1365-1441) ∞ Jolanda van Barbaçon (1370-1434) | Arnold VIII van Gavere (1400-) ∞ ? (-)                         | Arnold VIII van Gavere (1400-) ∞ ? (-)                         | Arnold VIII van Gavere (1400-) ∞ ? (-)                         | Arnold VIII van Gavere (1400-) ∞ ? (-)                         |
| Ouders                           | Simon van Lalaing (1400-1476) ∞ Johanna van Gavere (1420-1505)     | Simon van Lalaing (1400-1476) ∞ Johanna van Gavere (1420-1505)     | Simon van Lalaing (1400-1476) ∞ Johanna van Gavere (1420-1505)     | Simon van Lalaing (1400-1476) ∞ Johanna van Gavere (1420-1505)     | Simon van Lalaing (1400-1476) ∞ Johanna van Gavere (1420-1505) | Simon van Lalaing (1400-1476) ∞ Johanna van Gavere (1420-1505) | Simon van Lalaing (1400-1476) ∞ Johanna van Gavere (1420-1505) | Simon van Lalaing (1400-1476) ∞ Johanna van Gavere (1420-1505) |
| Joost van Lalaing (1437-1483)    |                                                                    |                                                                    |                                                                    |                                                                    |                                                                |                                                                |                                                                |                                                                |

- Biografisch Portaal: 55599435
- Gemeinsame Normdatei: 13226773X
- International Standard Name Identifier: 0000 0004 3959 0300
- Nederlandse Thesaurus van Auteursnamen: 273440780
- Virtual International Authority File: 40531965